# Bahnhof Berlin-Lichtenberg
|  | Denne artikel omhandler jernbanestationen Berlin-Lichtenberg. For bydelen, se Lichtenberg. |
Berlin-Lichtenberg er en jernbanestation i bydelen Lichtenberg i Berlin, Tyskland. Stationen har såvel fjerntog, U-Bahn (U5) og S-Bahn (S5, S7 og S75). 
Indtil 2006 standsede internationale tog til Kaliningrad, Moskva, Kyiv, Minsk, Warszawa og Sibirien alle på Berlin-Lichtenberg, men de stopper nu i stedet på Berlin Hauptbahnhof. Nattog fra alle dele af Tyskland har dog stadig endestation på stationen.